# Storsegel

Storseglet (rött) på en bermudariggad segelbåt.

Storseglet är ett av seglen på en segelbåt eller ett segelfartyg. På vanliga segelbåtar (slupar) är storseglet det bermudasegel som är fäst vid mastens aktersida och vid bommen. På båtar och fartyg med flera master är storseglet det nedre seglet på stormasten, på råriggade fartyg stormastens understa råsegel. Storseglet är numera på de allra flesta båtar ett trekantssegel.

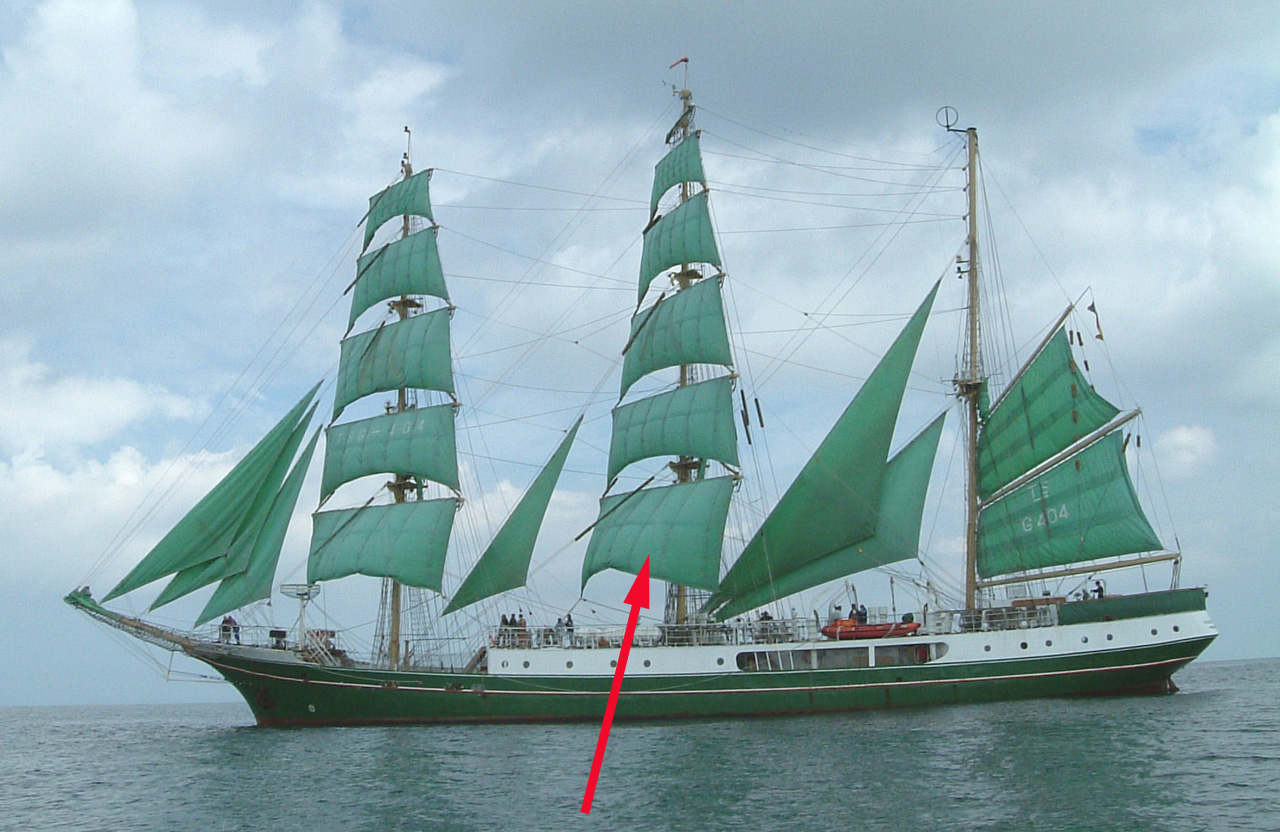
Storseglet på den råriggade barken Alexander von Humboldt.

Storseglet var ursprungligen det största och viktigaste seglet, men behöll sitt namn också då de andra seglen växte och märsseglen ibland var större än storseglet. På moderna segelbåtar är spinnakern och genuan ofta större.